# Caddo Valley
Caddo Valley est une municipalité du comté de Clark, dans l’État de l’Arkansas aux États-Unis.

## Démographie
| 1980 | 1990 | 2000 | 2010 | - | - |
| ---- | ---- | ---- | ---- | - | - |
| 388  | 389  | 563  | 635  | - | - |